# Henry Noël

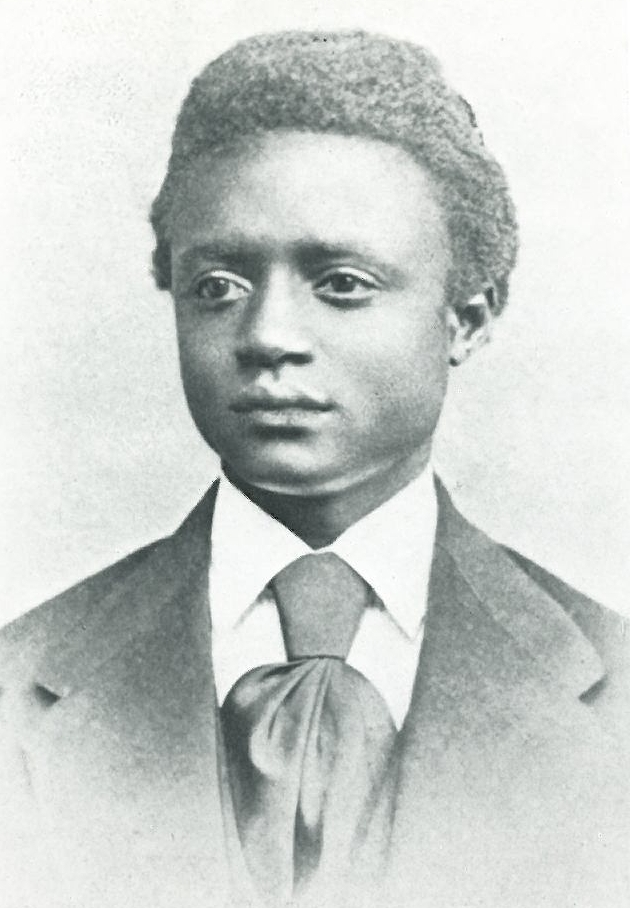
Henry Noël als Schüler in Berlin

Henry Noël von Bagirmi alias Abd el Faradj (* um 1856; † 16. Februar 1931 in Ancona/Italien) war ein durch den deutschen Afrikaforscher Gerhard Rohlfs befreiter schwarzafrikanischer Sklave und ein Mündel des Deutschen Kaisers Wilhelm I. und dessen Ehefrau Augusta.

## Herkunft

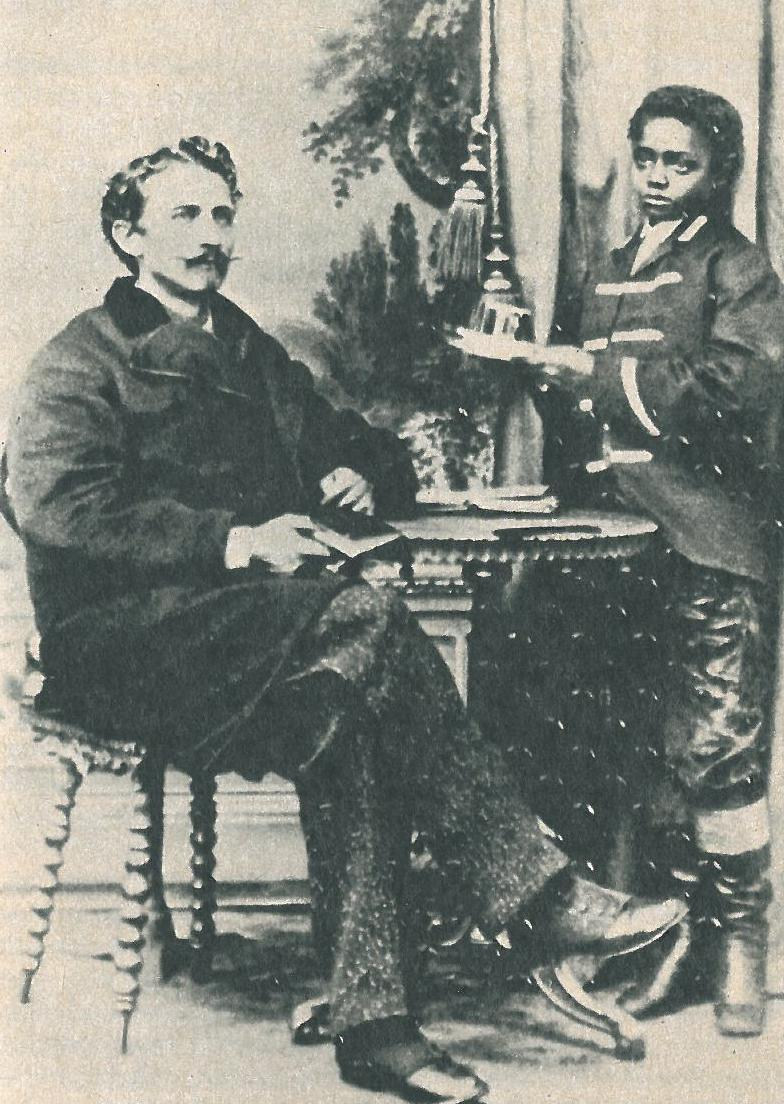
Gerhard Rohlfs und Diener Henry Noël

In den Jahren 1865 bis 1867 durchquerte Gerhard Rohlfs die Sahara. Bei einem längeren Aufenthalt in der Oasenstadt Murzuk behandelte er einen erkrankten Sklavenhändler aus Kordofan. Als Dank für seine Genesung schenkte dieser Rohlfs einen jungen Sklaven, der etwa sieben oder acht Jahre alt war. Der Junge wurde Abd el Faradj genannt. Der Sklavenhändler behauptete am 25. Dezember 1865, der Junge sei ein Königssohn. Rohlfs gab ihm den Namen Noël, entsprechend dem französischen Namen für Weihnachten. Noël selbst war weder seine Herkunft noch sein eigentlicher Name bekannt. Auch sprachlich konnte er keiner bestimmten Region zugeordnet werden. Er war in einer schlechten körperlichen Verfassung. Rohlfs versorgte ihn, und so erholte sich der Junge schnell.

## Durchquerung Afrikas
Rohlfs wollte den Jungen nicht allein zurücklassen, deshalb nahm er ihn als Diener auf seiner weiteren Reise mit. Hier zeigte sich, dass Noël zuverlässig war und die natürliche Begabung besaß, sich in schwierige Situationen einzufügen und sich Fähigkeiten anzueignen. So hatte er durch Beobachtungen erfahren, dass man gegen Fieber Chinin geben muss. Durch diese Kenntnis rettete er Rohlfs wohl das Leben, als dieser und sein Begleiter Hammed Tandjani an Wechselfieber in einem Boot auf dem Fluss Benue schwer erkrankt waren. In der Handelsstation Lokodscha wurde Noël von dem schwarzafrikanischen Geistlichen Jonston auf den Vornamen Henry getauft. Noël begleitete Rohlfs nach Bremen und, abermals als Diener, auf die Strafexpedition von Lord Robert Napier nach Abessinien, an der Rohlfs als deutscher Beobachter teilnahm. Nach Beendigung dieses Auftrags wurde Henry Noël durch Rohlfs dem preußischen König Wilhelm I. in Bad Ems vorgestellt. Der König versprach, für die Erziehung und Ausbildung von Henry Noël zu sorgen.

## Schulausbildung
Da Henry Noël die deutsche Sprache nicht ausreichend beherrschte, besuchte er zunächst keine öffentliche Schule. Der Kaiser beauftragte den in der Förderung praktischer Begabungen erfahrenen Professor Strak, Konrektor der Königlichen Realschule in der Kochstrasse zu Berlin, mit dem Privatunterricht. Wilhelm I. erschien Strak als der richtige Mann, um den Jungen behutsam in die europäische Kultur einzuführen. Noël lebte in der Familie Straks. So erlernte er europäisches Benehmen und wurde in die Berliner Gesellschaft eingeführt. Die Kaiserin Auguste war ihm wohlgesinnt. Er besuchte sie regelmäßig. Von offizieller standesamtlicher Stelle wurde sein Geburtsdatum auf den 2. September 1856 festgesetzt. Er besaß nun die deutsche Staatsbürgerschaft.
Noël wechselte 1871 auf die Realschule in Lichterfelde. Hier las er viel, vor allem Märchen. Die deutsche Sprache beherrschte er nunmehr fast perfekt. Seine Leistungen in der Schule wurden allerdings immer schlechter. Im Winter 1871/1872 zeigten sich bei Noël erstmals gesundheitliche Probleme, oft und lange hatte er mit Erkältungen zu kämpfen. Im Winter 1872/73 stellte sich eine Lungenentzündung ein. Durch intensive ärztliche Bemühungen überwand Noël die Erkrankung. Der Kaiser ordnete an, dass der Junge zur Erholung auf das Land geschickt wurde.

## Soldat in Ägypten
Im Jahr 1873 lud der Khedive Ismail Pascha Gerhard Rohlfs ein, nach Ägypten zu kommen und finanzierte großzügig eine Expedition in die Libysche Wüste. Als Rohlfs dem Kaiser die Expedition ankündigte, bat dieser ihn, er möge Henry Noël mit nach Afrika nehmen. Am Hof befürchtete man, dass er in Berlin sterben werde, wenn er nicht wieder in eine wärmere Gegend gebracht würde. Nach Ende der Expedition wollte man entscheiden, ob Noël nach Berlin zurückkehren könne, oder ob man ihn im Auswärtigen Dienst des Deutschen Reiches in Ägypten verwenden solle. Rohlfs war einverstanden. Im Herbst 1873 verließ Henry Noël in Begleitung von Gerhard Rohlfs Deutschland. Obwohl die Expedition außerordentlich gut ausgestattet war, blieb Noël in Assiut zurück, da Rohlfs befürchtete, dass er den Strapazen der Reise nicht gewachsen sei. Nach Beendigung der Expedition reiste Rohlfs nach Deutschland zurück. Henry Noël blieb in Kairo in der Obhut des deutschen Missionars Trautevetter. Er suchte oft das deutsche Konsulat in Kairo auf und hoffte auf eine Anstellung. Der Kaiser unterstützte ihn weiterhin finanziell. Mit einem Brief vom 7. September 1876 richtete Henry Noël an Gerhard Rohlfs die Bitte, dem Kaiser seine Lage persönlich darzulegen. Zwar arbeitete Noël vormittags beim deutschen Konsulat als Hilfsschreiber, erhielt hierfür aber kein Geld. Gerhard Rohlfs wandte sich an den Kaiser, der eine weitere finanzielle Unterstützung zusagte. Die weiteren Bemühungen Noëls um eine amtliche Anstellung blieben erfolglos. Schließlich gelang es ihm, als Offiziersanwärter in das Freiwilligen-Bataillon der Kairoer Zitadelle aufgenommen zu werden. 1877 bestand er die Rekrutenausbildung. Der Kaiser gewährte weiterhin einen Geldzuschuss. Eine Finanzkrise der ägyptischen Regierung zwang zur Reduzierung der Armee. Es herrschte ein Offiziersüberschuss. Noël verblieb dennoch in der Zitadelle. Unter den harten Bedingungen leidend meldete er sich krank und erreichte durch die Fürsprache von Trautevetter einen Urlaub von 45 Tagen. Der deutsche Arzt Rottmann diagnostizierte einen Bronchialkatarrh und bemerkte eine offensichtliche Nervosität bei Noël. Trautevetter teilte Gerhard Rohlfs seine Sorge um das seelische Gleichgewicht Noëls schriftlich mit. Nachdem der Kaiser von den Schwierigkeiten Noëls erfahren hatte, schlug er Gerhard Rohlfs vor, ihn auf seine nächste Expedition ins Innere Afrikas mitzunehmen. Das deutsche Konsulat in Kairo wurde beauftragt, Henry Noël dem Forscher nach Malta entgegenzuschicken. Doch der seelische Zustand Noëls verschlechterte sich. Er flüchtete sich in Fantasiewelten. Mit Trautevetter kam es zu Geldstreitigkeiten. Er verweigerte das Essen und behauptete, dass Trautevetter ihn vergiften wolle, und trieb sich ziellos in Kairo herum. Mit Überredung und Gewalt wurde Noël durch den deutschen Konsul auf ein Schiff nach Malta gebracht. Dort fand ein Treffen mit Gerhard Rohlfs statt, in dem Noël Wahnvorstellungen äußerte. Rohlfs musste erkennen, dass es unverantwortlich wäre, Noël auf eine derartig gefährliche Expedition mitzunehmen, und übergab Noël in die Obhut des Konsuls Ferro, bis der Kaiser eine Entscheidung getroffen hatte, dann reiste er ab. Rohlfs berichtete in seinem Werk Reise von Tripolis nach der Oase Kufra über seine Enttäuschung. Nach einer nochmaligen Untersuchung durch Rottmann in Kairo und einem Bericht an den Kaiser entschied dieser, dass Noël in die Nervenheilanstalt Ancona in Italien gebracht werden sollte. Diese Entscheidung geschah hinsichtlich des dortigen milden Klimas und auch deshalb, weil das Deutsche Reich dort ein Konsulat unterhielt. Durch das Konsulat wurde dem Kaiserehepaar regelmäßig Bericht über Noël erstattet.

## In der Nervenheilanstalt Ancona
Am 16. Mai 1879 wurde Noël in die Nervenheilanstalt Manicomio von Ancona, wo intelligente Patienten, Leichtkranke und zeitweise Geistesgestörte lebten, eingewiesen. Die Kosten wurden vom Kaiser bestritten. Noël war dort ein Patient 1. Klasse. Er bewohnte einen eigenen Pavillon. Die Anstaltsleitung bescheinigte ihm ein vorbildliches Benehmen. Noël war ein begabter Erzähler und trug zur Unterhaltung der Insassen bei. Gerhard Rohlfs erkundigte sich schriftlich nach dem Befinden Henry Noëls. Sein Brief vom 5. April 1893 endet mit der Bemerkung „Quelle triste existence“ – Welch ein trauriges Dasein. Nach dem Tode Rohlfs besuchte dessen Neffe, der Zoologe Konrad Guenther, Henry Noël. Nach dem Tode von Wilhelm I. und Friedrich III. übernahm Wilhelm II. die Kosten für die Unterbringung. Nach dem Ersten Weltkrieg übernahm der Deutsche Staat die finanziellen Verpflichtungen. Henry Noël verbrachte 52 Jahre in der Heilanstalt. Die italienischen Zeitungen berichteten einige Male über Noël, zuletzt von dessen Tod.
Am 16. Februar 1931 starb Henry Noël an einer Lungenentzündung. Begraben wurde er auf dem Bergfriedhof Cimitero di Tavernelle. Nach dem Zweiten Weltkrieg wurde seine Gebeine in ein anonymes Massengrab umgebettet, über dem eine Säule ohne Aufschrift errichtet wurde.